# Maurice Martenot
Maurice Martenot (14 de octubre de 1898 – 8 de octubre de 1980) fue un sargento, violonchelista y radiotelegrafista francés, conocido por descubrir en 1928 las ondas que llevan su nombre a partir de la pureza de las vibraciones de los tubos radiales, lo que lo llevó a una serie de investigaciones en el campo del sonido y la electrónica. El método Martenot no considera la enseñanza musical como un fin en sí mismo ni la mera adquisición de conocimiento como una prioridad, sino que piensa a la educación musical es parte esencial de la formación global de la persona.
En este método se pretende producir un amor profundo por la música, proporcionar los medios para integrarla a la vida, poner al servicio de la educación la formación musical, transmitir los conocimientos teóricos de una forma vivida que se concretan en juegos musicales además de fomentar oyentes; dentro de los principios de esta metodología nos encontramos los siguientes:
1. La música como liberadora de energías, capaz de diluir tristezas y desechar complejos, siendo esta un importante factor de equilibrio que posibilita al niño expresarse con libertad.
2. El ambiente musical: referido al maestro desde la personalidad del mismo como al método que emplea, el profesor debe ser suave, firme, activo, inspirador de confianza y respeto que motive a los estudiantes y además de crear en el aula una atmósfera de confianza de atención y amor por la música.
3. Los ejercicios físico-fisiológicos: procuran tener una adecuada relajación  y descanso tanto físicos como mentales, necesarios para la salud y para la interpretación musical.
4. El silencio: este debe ser tanto exterior como interior y se llega a este mediante relajación.
5. Alternancia entre la actividad y la relajación: según esta metodología en las primeras clases se realizaran juegos de ritmos y creatividad y en la segunda ejercicios de atención auditiva y firmeza de las emociones.
Por último Martenot propone una ruta pedagógica en la complementación de su metodología enmarcado en los siguientes aspectos: el desarrollo del sentido del ritmo, la relajación, la audición, la entonación, Creación y desarrollo del equilibrio tonal, iniciación al solfeo: lectura rítmica y lectura de notas y armonía y transporte.
Entre 1931, Martenot junto a su hermana Ginette Martenot, hicieron una gira mundial de demostración de este método. Además, Ginette fue la principal intérprete de las obras de su hermano.